# Обероппург
Обероппург (нім. Oberoppurg) — громада в Німеччині, розташована в землі Тюрингія. Входить до складу району Заале-Орла. Складова частина об'єднання громад Оппург.
Площа — 5,03 км2. Населення становить 155 ос. (станом на 31 грудня 2021).